# HD 67249
HD 67249，又名CD-50 3138，SAO 235730、HR 3178，是一颗恒星，视星等为5.95，位于銀經265.19，銀緯-10.06，其B1900.0坐标为赤經8h 1m 54.1s，赤緯-50° -10.06′ 18″。